# Maurizio Lucidi
Maurizio Lucidi (* 9. Juni 1932 in Florenz; † 16. Juli 2005 in Rom) war ein italienischer Filmregisseur und Filmeditor.

## Leben
Lucidi entstammt einer Familie von Schnittmeistern (Vater Renzo und die etwas jüngeren Remo, Alessandro und Paolo fanden alle ihr Arbeitsfeld beim Filmschnitt). Er begann 1960 beim Film, bei zwei Gelegenheiten auch als Regieassistent. 1966 wechselte er auf den Regiestuhl; sein Debüt war ein mythologischer Film, den er unter dem Namen Maurice A. Bright vorlegte. Es folgten Italowestern und Kriegsfilme; unter seinen danach erschienenen Arbeiten ragen 1971 der Hitchcock-lastige Der Todesengel mit ausgezeichneten Darstellerleistungen und 1978 der nach einem Roman von Franco Enna entstandene Kriminalfilm Diamantenpuppe heraus. In den 1990er Jahren arbeitete Lucidi auch für das Fernsehen.

## Filmografie (Auswahl)
Regie
- 1966: Herausforderung des Herkules (La sfida dei giganti)
- 1966: Jonny Madoc (Due once di piombo)
- 1967: Ein Halleluja für Django (La più grande rapina del West)
- 1967: Jonny Madoc rechnet ab (Pecos è qui: prega e muori)
- 1968: Kommandounternehmen "Radarfalle" (Probabilità zero)
- 1971: Der Todesengel (La vittima designata)
- 1972: Halleluja… Amigo (Si può fare… amigo!)
- 1973: Diamantenpuppe (L'ultima chance)
- 1976: Abrechnung in San Franzisko (Gli esecutori)
- 1989: Der Gorilla und die Bombe in der Wüste (Le gorille dans le cocotier) (Fernsehreihe, 1 Folge)
- 1996: Bedrohliche Schatten (La casa dove abitava Corinne) (Fernsehfilm)

Schnitt
- 1960: Die Rache des Herkules (La vendetta di Ercole)
- 1961: Aladins Abenteuer (Le meraviglie di Aladino)
- 1961: Herkules erobert Atlantis (Ercole alla conquista di Atlantide)
- 1962: Verliebt in scharfe Kurven (Il sorpasso)
- 1963: I mostri
- 1964: Die hundert Ritter (I cento cavalieri)
- 1966: Die Trampler (Gli uomini dal passo pesante)
- 1967: Ein Dollar zwischen den Zähnen (Un dollaro tra i denti)